# Malles ouvertes
Une journée ou soirée malles ouvertes (à l'instar de journée portes ouvertes, angl. trunk show) est une vente spéciale où les marchands (artistes, grands couturiers, stylistes, marques...) présentent leurs marchandises directement au personnel d'une boutique ou à une clientèle choisie, à un point de vente ou un autre site unique. Dans de nombreux cas, il permet au personnel de boutique un aperçu de marchandises avant leur vente au grand public. Pour les petites boutiques, le concept offre un format de vente unique sans l'obligation d'acheter toute une série du producteur. La présence du styliste ou du couturier lui-même peut ajouter du lustre à l'événement, une stratégie souvent adoptée par les petites maisons de production pour accroître les ventes. Parfois les malles ouvertes vendent ce qui reste de défilés de mode. 